# Science and Technology Agency
Die Kagaku-Gijutsu-chō (japanisch 科学技術庁 deutsch ‚Wissenschafts- und Technologiebehörde‘, englisch Science and Technology Agency) war eine Behörde der japanischen Zentralregierung, der Leiter (-chōkan) der Behörde war Minister im Kabinett. Zu den Zuständigkeiten gehörten auch die Kernenergie und deren Sicherheit. Sie bestand von 1956 bis 2001, als sie bei der Reform der Zentralregierung mit dem Kultusministerium und weiteren Behörden im Kultus- und Wissenschaftsministerium (Eigenübersetzung ins Englische „~ Bildung, Kultur, Sport, Wissenschaft und Technologie“) aufging.

## Minister
Bereits ab 1999 waren alle Minister der Behörde gleichzeitig auch Kultusminister, letzter Minister der Wissenschafts- und Technologiebehörde war Machimura Nobutaka.
| #  | Name                            | Kabinett                   | Amtsantritt   | Partei                      |
| -- | ------------------------------- | -------------------------- | ------------- | --------------------------- |
| 01 | Matsutarō Shōriki               | Hatoyama III               | 19. Mai 1956  | Liberaldemokratische Partei |
| 02 | Kōichi Uda                      | Ishibashi                  | 23. Dez. 1956 | Liberaldemokratische Partei |
| 03 | Kōichi Uda                      | Kishi I                    | 25. Feb. 1957 | Liberaldemokratische Partei |
| 04 | Matsutarō Shōriki               | Kishi I (Umbildung)        | 10. Juli 1957 | Liberaldemokratische Partei |
| 05 | Takeo Miki                      | Kishi II                   | 12. Juni 1958 | Liberaldemokratische Partei |
| –  | Tatsunosuke Takasaki            | Kishi II                   | 31. Dez. 1958 | Liberaldemokratische Partei |
| 06 | Tatsunosuke Takasaki            | Kishi II                   | 12. Jan. 1959 | Liberaldemokratische Partei |
| 07 | Yasuhiro Nakasone               | Kishi II (Umbildung)       | 18. Juni 1959 | Liberaldemokratische Partei |
| 08 | Masuo Araki                     | Ikeda I                    | 19. Juli 1960 | Liberaldemokratische Partei |
| 09 | Masanosuke Ikeda                | Ikeda II                   | 8. Dez. 1960  | Liberaldemokratische Partei |
| 10 | Takeo Miki                      | Ikeda II (1. Umbildung)    | 18. Juli 1961 | Liberaldemokratische Partei |
| 11 | Tsuruyo Kondō                   | Ikeda II (2. Umbildung)    | 18. Juli 1962 | Liberaldemokratische Partei |
| 12 | Eisaku Satō                     | Ikeda II (3. Umbildung)    | 18. Juli 1963 | Liberaldemokratische Partei |
| 13 | Eisaku Satō                     | Ikeda III                  | 9. Dez. 1963  | Liberaldemokratische Partei |
| –  | Hayato Ikeda                    | Ikeda III                  | 29. Juni 1964 | Liberaldemokratische Partei |
| 14 | Kiichi Aichi                    | Ikeda III (Umbildung)      | 18. Juli 1964 | Liberaldemokratische Partei |
| 15 | Kiichi Aichi                    | Satō I                     | 9. Nov. 1964  | Liberaldemokratische Partei |
| 16 | Shōkichi Uehara                 | Satō I (1. Umbildung)      | 3. Juni 1965  | Liberaldemokratische Partei |
| 17 | Kiichi Arita                    | Satō I (2. Umbildung)      | 1. Aug. 1966  | Liberaldemokratische Partei |
| 18 | Susumu Nikaidō                  | Satō I (3. Umbildung)      | 3. Dez. 1966  | Liberaldemokratische Partei |
| 19 | Susumu Nikaidō                  | Satō II                    | 17. Feb. 1967 | Liberaldemokratische Partei |
| 20 | Naotsugu Nabeshima              | Satō II (1. Umbildung)     | 25. Nov. 1967 | Liberaldemokratische Partei |
| 21 | Shirō Kiuchi                    | Satō II (2. Umbildung)     | 30. Nov. 1968 | Liberaldemokratische Partei |
| 22 | Shin’ichi Nishida               | Satō III                   | 14. Jan. 1970 | Liberaldemokratische Partei |
| 23 | Wataru Hiraizumi                | Satō III (Umbildung)       | 5. Juli 1971  | Liberaldemokratische Partei |
| 24 | Shirō Kiuchi                    | Satō III (Umbildung)       | 16. Nov. 1971 | Liberaldemokratische Partei |
| 25 | Yasuhiro Nakasone               | Tanaka I                   | 7. Juli 1972  | Liberaldemokratische Partei |
| 26 | Kazuo Maeda                     | Tanaka II                  | 22. Dez. 1972 | Liberaldemokratische Partei |
| 27 | Kinji Moriyama                  | Tanaka II (1. Umbildung)   | 25. Nov. 1973 | Liberaldemokratische Partei |
| 28 | Tokurō Adachi                   | Tanaka II (2. Umbildung)   | 11. Nov. 1974 | Liberaldemokratische Partei |
| 29 | Yoshitake Sasaki                | Miki                       | 9. Dez. 1974  | Liberaldemokratische Partei |
| 30 | Masao Maeda                     | Miki (Umbildung)           | 15. Sep. 1976 | Liberaldemokratische Partei |
| 31 | Sōsuke Uno                      | Fukuda                     | 24. Dez. 1976 | Liberaldemokratische Partei |
| 32 | Tasaburō Kumagai                | Fukuda (Umbildung)         | 28. Nov. 1977 | Liberaldemokratische Partei |
| 33 | Iwazō Kaneko                    | Ōhira I                    | 7. Dez. 1978  | Liberaldemokratische Partei |
| 34 | Yūji Osada                      | Ōhira II                   | 9. Nov. 1979  | Liberaldemokratische Partei |
| 35 | Ichirō Nakagawa                 | Suzuki Suzuki (Umbildung)  | 17. Juli 1980 | Liberaldemokratische Partei |
| 36 | Takaaki Yasuda                  | Nakasone I                 | 27. Nov. 1982 | Liberaldemokratische Partei |
| 37 | Michiyuki Isurugi               | Nakasone II                | 27. Dez. 1983 | Liberaldemokratische Partei |
| 38 | Reiichi Takeuchi                | Nakasone II (1. Umbildung) | 1. Nov. 1984  | Liberaldemokratische Partei |
| 39 | Yōhei Kōno                      | Nakasone II (2. Umbildung) | 28. Dez. 1985 | Liberaldemokratische Partei |
| 40 | Yatarō Mitsubayashi             | Nakasone III               | 22. Juli 1986 | Liberaldemokratische Partei |
| 41 | Sōichirō Itō                    | Takeshita                  | 6. Nov. 1987  | Liberaldemokratische Partei |
| 42 | Moichi Miyazaki                 | Takeshita (Umbildung)      | 27. Dez. 1988 | Liberaldemokratische Partei |
| 43 | Kishirō Nakamura                | Uno                        | 3. Juni 1989  | Liberaldemokratische Partei |
| 44 | Eizaburō Saitō                  | Kaifu I                    | 10. Aug. 1989 | Liberaldemokratische Partei |
| 45 | Tomoji Ōshima                   | Kaifu II                   | 28. Feb. 1990 | Liberaldemokratische Partei |
| 46 | Akiko Santō                     | Kaifu II (Umbildung)       | 29. Dez. 1990 | Liberaldemokratische Partei |
| 47 | Kanzō Tanigawa                  | Miyazawa                   | 5. Nov. 1991  | Liberaldemokratische Partei |
| 48 | Mamoru Nakajima                 | Miyazawa (Umbildung)       | 12. Dez. 1992 | Liberaldemokratische Partei |
| –  | Kiichi Miyazawa (kommissarisch) | Miyazawa (Umbildung)       | 18. Juni 1993 | Liberaldemokratische Partei |
| 49 | Shōichi Watanabe                | Miyazawa (Umbildung)       | 21. Juni 1993 | Liberaldemokratische Partei |
| 50 | Satsuki Eda                     | Hosokawa                   | 9. Aug. 1993  | Sozialdemokratischer Bund   |
| 51 | Mikio Ōmi                       | Hata                       | 28. Apr. 1994 | Kōmeitō                     |
| 52 | Makiko Tanaka                   | Murayama                   | 30. Juni 1994 | Liberaldemokratische Partei |
| 53 | Yasuoki Urano                   | Murayama (Umbildung)       | 8. Aug. 1995  | Liberaldemokratische Partei |
| 54 | Hidenao Nakagawa                | Hashimoto I                | 11. Jan. 1996 | Liberaldemokratische Partei |
| 55 | Riichirō Chikaoka               | Hashimoto II               | 7. Nov. 1996  | Liberaldemokratische Partei |
| 56 | Sadakazu Tanigaki               | Hashimoto II (Umbildung)   | 11. Sep. 1997 | Liberaldemokratische Partei |
| 57 | Yutaka Takeyama                 | Obuchi                     | 30. Juli 1998 | Liberaldemokratische Partei |
| 58 | Akito Arima                     | Obuchi (1. Umbildung)      | 14. Jan. 1999 | Liberaldemokratische Partei |
| 59 | Hirofumi Nakasone               | Obuchi (2. Umbildung)      | 5. Okt. 1999  | Liberaldemokratische Partei |
| 60 | Hirofumi Nakasone               | Mori I                     | 5. Apr. 2000  | Liberaldemokratische Partei |
| 61 | Tadamori Ōshima                 | Mori II                    | 4. Juli 2000  | Liberaldemokratische Partei |
| 62 | Nobutaka Machimura              | Mori II (Umbildung)        | 5. Dez. 2000  | Liberaldemokratische Partei |